# زلایا
زلایا (به عربی: زلایا) یک منطقهٔ مسکونی در لبنان است که در استان بقاع واقع شده‌است.